# Color LaserWriter 12/600 PS
La Color LaserWriter 12/600 PS è una stampante laser a colori prodotta da Apple. La stampante era destinata a uffici di piccole dimensioni o a privati con elevate esigenze di stampa quantitative e qualitative.
Questa stampante è la prima stampante laser a colori prodotta di Apple e rappresentava il tentativo della società di immettersi nel segmento delle stampanti a colori e contrastare l'avanzata delle stampanti a getto di inchiostro. Le stampanti Color LaserWriter erano le stampanti più costose mai prodotte da Apple. La stampante era dal punto di vista tecnologico adatta allo scopo, ma un eccessivo costo la rendeva poco competitiva rispetto agli altri produttori.
La stampante venne dismessa l'anno seguente per essere sostituita dal modello Color LaserWriter 12/660 PS, una stampante con le medesime caratteristiche della Color LaserWriter 12/600 PS, ma con un costo inferiore.
Le stampanti Color LaserWriter non vendettero bene e quindi Apple due anni dopo la loro introduzione decise di ritirarle dal mercato.